# Wittgenstein (filme)
Wittgenstein (bra/prt: Wittgenstein) é um filme nipo-britânico de 1993, do gênero drama biográfico-histórico, dirigido por Derek Jarman, com roteiro livremente baseado na vida e no pensamento filosófico de Ludwig Wittgenstein.
O adulto Wittgenstein é interpretado por Karl Johnson. O roteiro original foi escrito pelo crítico literário Terry Eagleton, depois adaptado por Jarman durante a pré-produção e filmagem, alterando radicalmente o estilo e estrutura, embora mantendo muito do diálogo de Eagleton.
A história não é reproduzida em um ambiente tradicional, mas sim contra um fundo preto dentro do qual os atores e adereços chave são colocados, como se em um cenário de teatro. Uma série de quadros (sketches) retratam o desenrolar de sua vida desde a infância, passando pela fase em que lutou na Primeira Guerra Mundial, até sua associação com Bertrand Russell e John Maynard Keynes além da atividade como professor na Universidade de Cambridge.
Inicialmente o filme havida sido produzido para a televisão, porém acabou por ser distribuído comercialmente nos cinemas.